# Bojin Kuk
Bojin Kuk är ett berg i Kroatien. Det ligger i den södra delen av landet, 170 km söder om huvudstaden Zagreb. Toppen på Bojin Kuk är 1 110 meter över havet, eller 226 meter över den omgivande terrängen. Bredden vid basen är 2,7 km.
Terrängen runt Bojin Kuk är huvudsakligen kuperad, men österut är den bergig. Havet är nära Bojin Kuk åt sydväst. Runt Bojin Kuk är det ganska tätbefolkat, med 111 invånare per kvadratkilometer. Närmaste större samhälle är Vrsi, 17,1 km sydväst om Bojin Kuk. 